# Futurshow

Logo della manifestazione

Il Futurshow è stata una manifestazione fieristica dedicata all'Information & Communications Technology, nata a Bologna nel 1996 e proseguita per otto edizioni. Nel corso degli anni era divenuta una delle più importanti fiere del settore in Italia.

## Descrizione

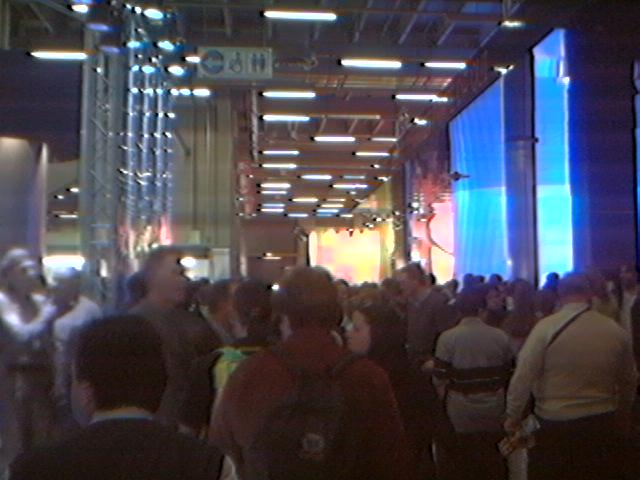
Pubblico che affolla un padiglione dell'edizione del 2000

La manifestazione organizzata dal Gruppo Sabatini ha avuto la sua prima edizione nella primavera del 1996 presso i padiglioni della Fiera di Bologna. Caratterizzata nel suo titolo da un originale sistema di datazione spostato di 1000 anni nel futuro (ad esempio la prima edizione era denominata Futurshow 2996), con i 327.000 visitatori nell'edizione 1997 che arrivarono a 470.000 nell'ultima edizione bolognese del 2002 era arrivata a contendere allo SMAU il ruolo di prima manifestazione del settore in Italia per numero di visitatori.
A causa della crisi dell'Hi-Tech che aveva costretto ad un ridimensionamento e ripensamento della struttura delle più importanti fiere tecnologiche mondiali e a contrasti con il Comune di Bologna l'edizione 2003 della manifestazione non si tenne e nel 2004 il Gruppo Sabatini trasferì il Futurshow presso la Fiera di Milano non senza suscitare polemiche. La prima edizione milanese Futurshow 3004 che aveva avuto tra l'altro come ospite Bill Gates, secondo gli organizzatori ebbe un 
risultato soddisfacente. L'edizione 2005 venne rinviata al 2006 e poi annullata definitivamente.
Nel 2008 Sabatini – da un quinquennio proprietario della Virtus Pallacanestro – citò, relativamente all'investimento nella ristrutturazione e sponsorizzazione del palasport di Casalecchio che venne rinominato per l'occasione Futurshow Station, il suo interesse nel rilanciare la manifestazione a Bologna, ma ciò non avvenne.

## Calendario degli eventi
Futurshow 2996
Slogan: Prima fiera multimediale
Date: 12-17 aprile 1996
Luogo: Fiera di Bologna
Futurshow 2997
Slogan: Chi non c'è non ci sarà
Date: 9-13 aprile 1997
Luogo: Fiera di Bologna
Futurshow 2998
Slogan: Un taglio al passato
Date: 3-7 aprile 1998
Luogo: Fiera di Bologna
Futurshow 2999
Slogan: Pane per i tuoi denti
Date: 5-12 aprile 1999
Luogo: Fiera di Bologna
Futurshow 3000
Slogan: Più di ieri, meno di domani
Date: 31 marzo-3 aprile 2000
Luogo: Fiera di Bologna
Futurshow 3001
Slogan: Meglio dentro che fuori
Date: 3-9 aprile 2001
Luogo: Fiera di Bologna
Futurshow 3002
Slogan: Chi c'è ci sarà
Date: 19-22 aprile 2002
Luogo: Fiera di Bologna
Futurshow 3004
Slogan: Tecnologia, talento, tolleranza. Le porte di accesso al futuro
Date: 19-22 novembre 2004
Luogo: Fiera di Milano